# نازلي كريم
ذهبت نازلي طوعًا للنيابة العامة المصرية للشهادة ضد طليقها بعدما عثرت على صورته ضمن صور المغتصبين التي انتشرت بشكل كبير على الإنترنت وكانت قد قامت باتصالات مع رئيس المجلس القومي للمرأة (مصر) للتنسيق معها من أجل حمايتها من طليقها الذي توعد بحبسها لنفوذ والده وفضحها بصور ومقاطع خاصة فضلًا عن قتلها.
في الوقت نفسه، غادر المتهمون مصر هربًا، حيث صُدر قرار بضبطهم وإحضارهم للمثول أمام النيابة العامة المصرية للتحقيق.
وبعد أن شهدت نازلي بأيام وانتشر خبر شهادتها وانتهز المتهمون الفرصة وقد غادروا مصر، وقد أخذ طليقها في تنفيذ وعوده وسرّب بعض المقاطع الخاصة لنازلي وهي مخدرة ولذلك استدعت النيابة العامة المصرية نازلي لاستكمال شهادتها في القضية وتوجيه التهم التي نصبها لها طليقها في الوقت نفسه وتم حبسها بدءًا من 21 أغسطس 2020 وحتى 6 يناير 2021

## التاريخ الزمني لحبسها احتياطيًا

#### 21 أغسطس 2020 حتى 30 أغسطس 2020
اختفاء قسري وعدم معرفة مكانها

#### 1 سبتمبر 2020 حتى 5 سبتمبر 2020
أمرت النيابة العامة المصرية بحبس نازلي أربعة أيام على ذمة التحقيقات

#### 5 سبتمبر 2020 حتى 20 سبتمبر 2020
أمرت النيابة العامة المصرية بتجديد حبس نازلي مصطفى كريم خمسة عشر يومًا على ذمة التحقيقات للمرة الأولى 

#### 20 سبمبر 2020 حتى 6 يناير 2021[8]
استمر تجديد حبس نازلي كريم احتياطيًا على ذمة التحقيقات فترات تتراوح بين 45 يومًا\30 يومًا حتى أمر النائب العام بالإفراج عنها ومعها شاهد أخر يُدعى سيف الدين أحمد بدور. وفي تلك الفترة، مرت نازلي كريم بتدهور حالتها النفسية الذي دفع العديد من رواد الحركات النسوية في مصر والعالم العربي لتنظيم حملات إلكترونية للمطالبة بالإفراج عنها فضلًا عن تقديم والدتها لتظلمات عدة على حبس ابنتها وصولًا باستغاثة نشرتها في مطلع يناير 2021 أفصحت فيها عن أسرار لأول مرة.

## تدهور حالة نازلي النفسية في الحبس
ناشدت نهى العمروسي والدة نازلي كريم النائب العام بالإفراج عن ابنتها مرارًا مؤكدةً أن حالة نازلي النفسية تدهورت وأنها في حاجة ماسة للعلاج النفسي. ولم تكتفِ بذلك فحسب، بل قام المحامي بتقديم طلب للنيابة بتوفير معالج نفسي لموكلته نازلي وتم قبول الطلب على الفور وعُرضت نازلي على أكثر من طبيب ومن بينهم الدكتور الشهير نبيل القط والذي أكد جميعهم أن حالة نازلي تستوجب العلاج الفوري وأن الحبس قد يدفعها لإلحاق الأذى بنفسها أو الانتحار.

## شائعات
انتشر العديد من الشائعات حول نازلي كريم، منها ما يلي:
- نازلي من سهلت وصول الضحية بالمتهمين والحقيقة أن نازلي شهدت ضد المتهمين من أجل مساعدة الضحية.
- نازلي هي ضحية الفيرمونت والحقيقة أن نازلي لم تحضر الحفلة أو ما بعد الحفلة (أفتر بارتي) الذي حدث فيه الاغتصاب.
- نازلي حبست مع سما المصري في القناطر[17] والحقيقة أن نازلي لم يتم حبسها في سجن القناطر وأنها قد قضت فترة حبسها الاحتياطي في قسم التجمع الأول بالقاهرة الجديدة.[18][19]

## إخلاء سبيل نازلي كريم
في ظهر السادس من يناير 2021، أمر النائب العام «حمادة الصاوي» بإخلاء سبيل نازلي مصطفى كريم وسيف الدين أحمد بدور على ذمة قضية الفيرمونت وما يتعلق بها من قضايا وتم تنفيذ الحكم مساء اليوم نفسه.